# 马丁·刘易斯
马丁·刘易斯（英語：Martin Lewis，1975年4月28日—），美国NBA联盟前职业篮球运动员。他在1995年的NBA选秀中第2轮第21顺位被金州勇士选中。